# Danielle Hanus
Danielle Hanus (Newmarket, 16 de marzo de 1998) es una deportista canadiense que compite en natación. En los Juegos Panamericanos de 2023 obtuvo dos medallas, oro en 4 × 100 m estilos y bronce en 100 m espalda.

## Palmarés internacional
| Juegos Panamericanos | Juegos Panamericanos | Juegos Panamericanos | Juegos Panamericanos |
| Año                  | Lugar                | Medalla              | Prueba               |
| -------------------- | -------------------- | -------------------- | -------------------- |
| 2023                 | Santiago (Chile)     | Medalla de oro       | 4 × 100 m estilos    |
| 2023                 | Santiago (Chile)     | Medalla de bronce    | 100 m espalda        |